# 德米特里夫斯凯 (敖德萨州)
47°39′48″N 30°23′49″E / 47.66333°N 30.39694°E
德米特里夫斯凱（烏克蘭語：Дмитрівське）是位於烏克蘭西南部的村莊，由敖德萨州波迪利斯克区的柳巴希夫卡市鎮負責管轄。該村始建於1792年，面積0.62平方公里，海拔高度158米，2001年人口144，人口密度每平方公里231.51人。